# Јохан Волфганг Гете
Јохан Волфганг фон Гете (Франкфурт на Мајни, 28. август 1749 — Вајмар, 22. март 1832) био је немачки писац, политичар, песник, научник и филозоф, а током 10 година и председник области Вајмар. Гете је био једна од најзначајнијих личности немачке књижевности и европског неокласицизма и романтизма крајем 18. и почетком 19. века. Аутор „Фауста“ и „Теорије боја“ ширио је свој утицај широм Европе, а током наредног века његова дела надахнула су многе музичке и драмске комаде.
Стекавши књижевну славу до своје 25. године, Гете је постао припадник племства захваљујући војводи Саксен-Вејмара, Карлу Августу 1782. године у чијој области је обитавао од новембра 1775, након успеха његовог првог романа, Страдања младог Вертера. Он је био рани учесник у Штурм унд дранг књижевном покрету. Током његових првих десет година у Вејмару, Гете је био члан војводиног државног савета, био је члан комисија за питања рата и друмског саобраћаја, надгледао је поновно отварање рудника сребра у оближњем Илменау, и имплементирао је серију административних реформи Јенског универзитета. Он је исто тако допринео планирању Вејмарског ботаничког парка и поновној изградњи војводске палате, који су је 1998. године заједно именовани Унесковом локацијом светске баштине.
Његов први већи научни рад, Метаморфоза биљака, је објављен након његовог повратка са туре у Италији 1788. Године 1791, он је био извршни директор позоришта у Вејмару, а 1794. године је започео пријатељство са драматургом, историчарем, и филозофом Фридрихом Шилером, чије представе је премијерно приказивао до Шилерове смрти 1805. Током овог периода, Гете је објавио свој други роман, Године учења Вилхелма Мејстера, епске стихове Херман и Доротеа, и 1808. године, први део своје најпознатије драме, Фауст. Његове конверзације и разни заједнички подухвати током 1790-их са Шилером, Јоханом Готлибом Фихтеом, Јоханом Готфридом фон Хердером, Александром фон Хумболтом, Вилхелмом фон Хумболтом, Аугустом и Фридрихом фон Шлегелом су у каснијим годинама заједнички названи Вајмарским класицизмом.
Артур Шопенхауер наводи Године учења Вилхелма Мејстера као једну од четири најбоље новеле икад написане, заједно са Тристрам Шандијем, La Nouvelle Héloïse, и Дон Кихотом, а Ралф Волдо Емерсон је одабрао Гетеа као једног од шест „репрезентативних људи” у свом истоименом раду, заједно са Платоном, Емануелом Сведенборгом, Мишелом де Монтењом, Наполеоном, и Вилијамом Шекспиром. Гетеови коментари и опсервације формирају базу неколико биографских радова, најзапаженији од којих су Разговори са Гетеом Јохана Петера Екермана.
По њему је назван Гетеов универзитет у Франкфурту.

## Биографија
Гете је рођен у Франкфурту на Мајни у Немачкој. Његов отац био је важна и поштована личност, и лично је надгледао образовање свог сина у почетку. Гете је студирао право на универзитету у Лајпцигу 1765, затим 1770. на универзитету у Штрасбургу, уз права похађа и ботанику, хемију, анатомију итд. У Штрасбургу упознаје Хердера, који се већ прославио критичким списима. Под његовим утицајем, Гете почиње да се интересује за поезију народног предања и за немачку националну прошлост. Убрзо се уклапа у покрет Штурм унд дранг. Године 1771. ради у Франкфурту као адвокат где издаје и књижевни часопис „Гец фон Берлихинген“. Одлази 1772. године, јер осећа да ремети мир између свог пријатеља Кестнера и његове веренице Шарлоте Буф. Та епизода, вест о самоубиству његовог познаника Јерусалима, и догађај када му је речено да избегава кућу трговца Брентана са чијом је женом волео да свира, дали су му грађу за први роман. Роман „Јади младог Вертера“ издаје 1774. године, и он му доноси светску славу, док је иза себе имао драму „Гец фон Берлихинген“, познату, али не у толикој мери. Исте године се вери са Елизабет Шенеман (Лили из његових песама) и одлази заувек из родног града. На позив Карла Августа, војводе од Сакс-Вајмара, отишао је 1775. у Вајмар где је обављао низ политичких послова. На послетку је постао војводин главни саветник. Ускоро доводи Хердера, затим и Шилера. Вајмар постаје значајно духовно стециште Немачке. Упознаје Шарлоту фон Штајн којој посвећује 1700 писама. Од 1786. до 1788. путовао је Италијом и управљао војводским позориштем Вајмара. У то време је завршио „Егмонта“, преточио у стихове „Ифигенију“ и започео „Торквата Таса“. Учествовао је у рату против Француске што се веома одразило на његову личност. У наредном периоду склопио је пријатељство са Фридрихом Шилером које је потрајало до 1805. Иако је имао вереницу, оженио се Кристијаном Вулпиус 1806. године. Од 1794. године посветио се искључиво писању, и након низа непревазиђених дела, године 1832. преминуо је у Вајмару.

## Рад
Његово прво дело написано пре одласка у Вајмар, трагедија „Гец фон Берлихинген“ (1773), уједно је и прво дело које га је прославило. Затим је уследио роман „Јади младог Вертера“ које му је донело изванредну наклоност светског читалаштва.
У периоду док се дружио са Фридрихом Шилером довршио је „Године учења Вилхелма Мајстера“ и прелепу песму „Херман и Доротеа“ (у овом епу, поводом револуције, против које је био, слави породицу, свакодневни рад и мир), као и „Римске елегије“. У периоду Од Шилерове до своје смрти, написао је „Фауста“, „Избор по сродности“, своју псеудо-аутобиографију „Из мог живота: чињенице и фикција“, описао је путовање по Италији, објавио је доста научних радова и серију расправа о немачкој уметности. Његова дела имала су огроман утицај на књижевност и уметност чим су се појавила.
Као допуна раду у књижевности, Гете је дао значајан допринос научном раду. У биологији, дао је теорију услова за метаморфозу биљака, по којој све биљке настају од листова. Такође је познат по свом открићу средишње виличне кости код људи.
Гете је сматрао своју теорију боја, својим најзначајнијим доприносом науци и уопште својим најзначајнијим делом. Он је тврдио да боје нису само феномен на физичком нивоу већ да боје зависе од светла и начина на које оно пада на предмете, односно да су оне ствар индивидуалне перцепције. Био је изузетно поносан на свој рад и једном приликом је рекао: „То што сам ја једина особа у овом веку која има прави увид у науку боја, је зато што сам ја поносан на то и то је оно што ми даје осећај да сам многе надмашио“.
У разговорима са Екерманом, Гете потврђује да није волео просветитељство, јер је био више човек срца него разума. Романтичари су му страни, јер је у основи био реалиста. Од свих својих савременика највише цени Бајрона, управо зато што му се чинило да Бајрон више припада класици него романтици. Највише цени класичну поезију и уметност – у романтизму види нешто нездраво, неорганско.
Гетеов духовни развој се најбоље огледа у лирици. Од побожних песама инспирисаних Клопштоком, преко анакреотских песама инспирисаних Виландом, до Хердеровог утицаја када извор песничког заноса постаје природа, у којој Гете види оличење стваралачке слободе и елементарне снаге („Добродошлица и растанак“).
Гете је постао спинозиста: бог је у природи, у природи постоје два елемента – сила и материја, а сила је бог; зато треба волети сву природну силу. Касније се ово филозофско схватање нијансира, и Гете као песнички мотив узима грчке богове као персонификацију природних сила, и буни се против њих („Прометеј“). Ова поезија је уједно патетична, пуна борбе и заноса.
У то време Гетеа заокупља идеја великих људи: Цезара, Фауста, Прометеја, Мухамеда – симбол генија који води човечанство. У овој фази (Штурм унд дранг) јављају се слободни ритмови, стихови сваки другом броју слогова, да би се скоро могли писати у прози.
У Вајмару престаје бунтовништво и јавља се смирени Гете, песник хармоније који у природи види материнску силу човечанства. Природа више није језовита, пуна непријатељских, демонских сила, него је проткана хармонијом и редом, а божанске силе су наклоњене човеку („Путникова ноћна песма“, „Певање духова над водама“).
Што више Гетеова поезија постаје мисаона, то се више креће око идеје хуманитета („Божанско“). Чежња за југом, за Италијом, огледа се у делу „Мињон“. После Италије његова поезија постаје чулна колико и мисаона. Гете је још од покрета Штурм унд дранг писао баладе, а усавршио се у такмичењу са Шилером. Док Шилер редовно полази од етичке идеје, Гете је слободнији у концепцији. За Шилера (кантовац) балада је замисао за драму, док се код Гетеа (спинозиста) пре осећа деловање природних сила, које су јаче од човека и разум не може да их објасни и дефинише.

## Најзначајнија дела

### Јади младог Вертера
Јади младог Вертера је прво Гетеово дело које га је прославило, а настало је 1774. године. Реч је о дубокој личној исповести. Фабула је једноставна, а лепота појединих сцена произлази из њихове веште композиције. У роману се ради о пасивном, сентименталном незадовољству осећајног, али преосетљивог јунака свог доба, који бежи од света, али не може да избегне окове које му намеће друштво. Он се онда потпуно окреће од људи и тоне у природу. То није само љубавни роман – писма (по узору на Ричардсона) су уједно и јунакове исповести о доживљавању живота уопште, о заносима и тескобама његовог психичког света. Живот о којем Вертер машта је у оштрој супротности са стварношћу која га окружује. Осећа се огорчење због назадних конвенција друштва које коче слободан развитак јединке и људске душе. Ово је један од најзначајнијих Гетеових љубавних романа у светској књижевности. Величина овог дела се огледа у томе што је то осећајна и лирска сетна исповест најтајнијих душевних расположења и најинтимнијег душевног бола. За тако нешто се пре тога није ни знало, а касније ће се испоставити, неће се ни после тога чути. Гете је на исто тако неупоредив начин писац успео да у опис једне љубавне трагедије сажме све велике проблеме свог времена у борби за развој личности.
Због повећаног броја самоубистава књига је једно време забрањивана у Италији и Данској.

### Године учења Вилхелма Мајстера
Дело Године учења Вилхелма Мајстера је настало 1796. године. Вилхелм Мајстер је као јунак посебна варијација Вертера, али овај роман је уједно и остварење једног естетског програма. Гете пише веома концизно, са великим богатством израза, али интензивно непосредно приповедање се све више оптерећује дидактиком: сав занос за позориште је само заблуда.

### Избор према сличности
У овом роману захтева одрицање од свега што је чулно, па чак и грех почињен једино у мислима доводи до катастрофе. Роман је експеримент, психо-хемијски покушај.

### Путовања Вилхелма Мајстера
Роман Путовања Вилхелма Мајстера је написао 1821. године, четврт века после првог дела. Поднаслов овог романа гласи Они који се одричу. Главни део романа посвећен је утопији васпитања која је оцртана као Педагошка провинција. Иако говори о дисциплини и синтези, роман је крајње слободан по композицији: лабаво нанизани делови, новеле и приповетке већ објављиване или намењене за друге збирке, максиме и рефлексије, као и понека песма.

## Религија и политика
Гете је био слободоумац који је веровао да особа може да буде хришћанин изнутра, без потребе да се следе хришћанске цркве, чија многобројна централна учења је чврсто оспоравао, правећи оштру разлику између Христа и начела хришћанске теологије, и критикујући историју цркве као „папазјанију заблуда и насиља”. Његов сопствени опис његовог односа са хришћанском вером, а и црквом је знатно варирао и био је интерпретиран у још ширем опсегу, тако да је Гетеов секретар Екерман портретисао Гетеа као ентузијастичног у погледу Хришћанства, Исуса, Мартин Лутера, и протестантске реформације, који је чак називао хришћанство „ултиматном религијом”, једном приликом је Гете описао себе као особу која „није антихришћанин, нити нехришћанин, али најодлучније није хришћанин,” и у свом Венецијанском епиграму 66, Гете наводи симбол крста међу четири ствари које му се највише не свиђају. Према Ничеу, Гете је поседовао „неку форму готово веселог и поверљивог фатализма” који је имао „веру која само у тоталности свега избавља себе и изгледа добром и оправданом”.
Рођен у лутеранској фамилији, Гетеова рана вера је била потресена догађајима као што су земљотрес у Лисабону 1755. и Седмогодишњи рат. Његова каснија духовна перспектива укључује елементе пантеизма (под снажним утицајем Спинозе), хуманизма, и разних елемената западњачког езотеризма, као што се види најживописније у Делу II Фауста. Годину дана пре своје смрти, у писму Сјулпизу Буасеру, Гете је изјавио је има осећај да је целог свог живота тежио да се квалификује као један од хипсистаријана, једне древне јеврејско-паганске секте из црноморске регије који су, по његовом разумевању, настојали да поштују, као блиско Богу, оно што су познавали као најбоље и најсавршеније. Он је исто тако имао афинитет за Јевреје, тако да је једном приликом писао „Енергија је база свега. Сваки Јеврејин, без обзира колико је безначајан, учествује у некој одлучној и непосредној тежњи циљу. Они су највечнији људи на земљи.
У политици, Гете је био конзервативан. У време Француске револуције, он је сматрао је да ентузијазам студената и професора представља перверзију њихове енергије и остао је скептичан у погледу способности маса да управљају. Слично томе, он се није супротстављао Рату шесте коалиције (1813–15) који су немачке државе водиле против Наполеона, и остао је резервисан по питању патриотских напора да се различити делови Немачке уједине у једну нацију. Иако је од њега често тражено да пише песме које побуђују националистичке страсти, Гете је увек одбијао. У старим данима, он је објаснио свој став Екерману:
Како сам могао писати песме мржње када нисам осећао мржњу? И, међу нама, ја никад нисам мрзео Французе, мада сам захвалио Богу кад нас је ослободио њих. Како сам могао ја, коме једине значајне ствари јесу цивилизација [култура] и варваризам, да мрзим нацију која је међу најкултурнијим на свету, и којој ја дугујем за огромни део моје сопствене културе? У сваком случају тај посао мржње међу нацијама је чудна ствар. Увек ћете наћи да је то моћније и у већој мери варварско на нижим нивоима цивилизације. Али постоји ново на коме то потпуно нестаје, и где особа стоји, тако говорећи, изнад нација, и осећа благостање и патњу суседних народа као да су то његов властити.

### Романи
- Јади младог Вартера (1774)
- Путовања Вилхелма Мајстера (1821)
- Године учења Вилхелма Мајстера (1796)
- Избор према сличности

### Драме
Гете је био веома плодан на пољу драма. Написао их је преко стотину.
- Гец од Берлихингена (1773) - прва немачка драма са националним мотивом, оригинална по форми, пуна животне етике и историјске реалности.
- Ифигенија на Тауриди
- Егмонт (1788)
- Торквато Тасо (1789)
- Фауст, први део (1808)
- Фауст, други део (1832)

### Песме
- Прометеј 1
- Краљ вилењака
- Римске елегије (1795)
- Рајнеке Фукс (Reineke Fuchs)
- Године учења чаробњаштва
- Херман и Доротеја (1797)

### Научна дела
- Метаморфоза биљака (1790)
- Теорија боја (1810)
- Путовање Италијом
- Посмртна посла
- Гетеови разговори